# Holmsjön (Näshulta socken, Södermanland)
Holmsjön är en sjö i Eskilstuna kommun i Södermanland och ingår i Nyköpingsåns huvudavrinningsområde. Sjön är 7 meter djup, har en yta på 0,142 kvadratkilometer och är belägen 76,3 meter över havet. Sjön avvattnas av vattendraget Hedenlundaån.

## Delavrinningsområde
Holmsjön ingår i det delavrinningsområde (656186-153566) som SMHI kallar för Utloppet av Flensjön. Medelhöjden är 84 meter över havet och ytan är 11,2 kvadratkilometer. Det finns inga avrinningsområden uppströms utan avrinningsområdet är högsta punkten. Hedenlundaån som avvattnar avrinningsområdet har biflödesordning 3, vilket innebär att vattnet flödar genom totalt 3 vattendrag innan det når havet efter 91 kilometer. Avrinningsområdet består mestadels av skog (88 procent). Avrinningsområdet har 1,1 kvadratkilometer vattenytor vilket ger det en sjöprocent på 9,8 procent.